# Puntland

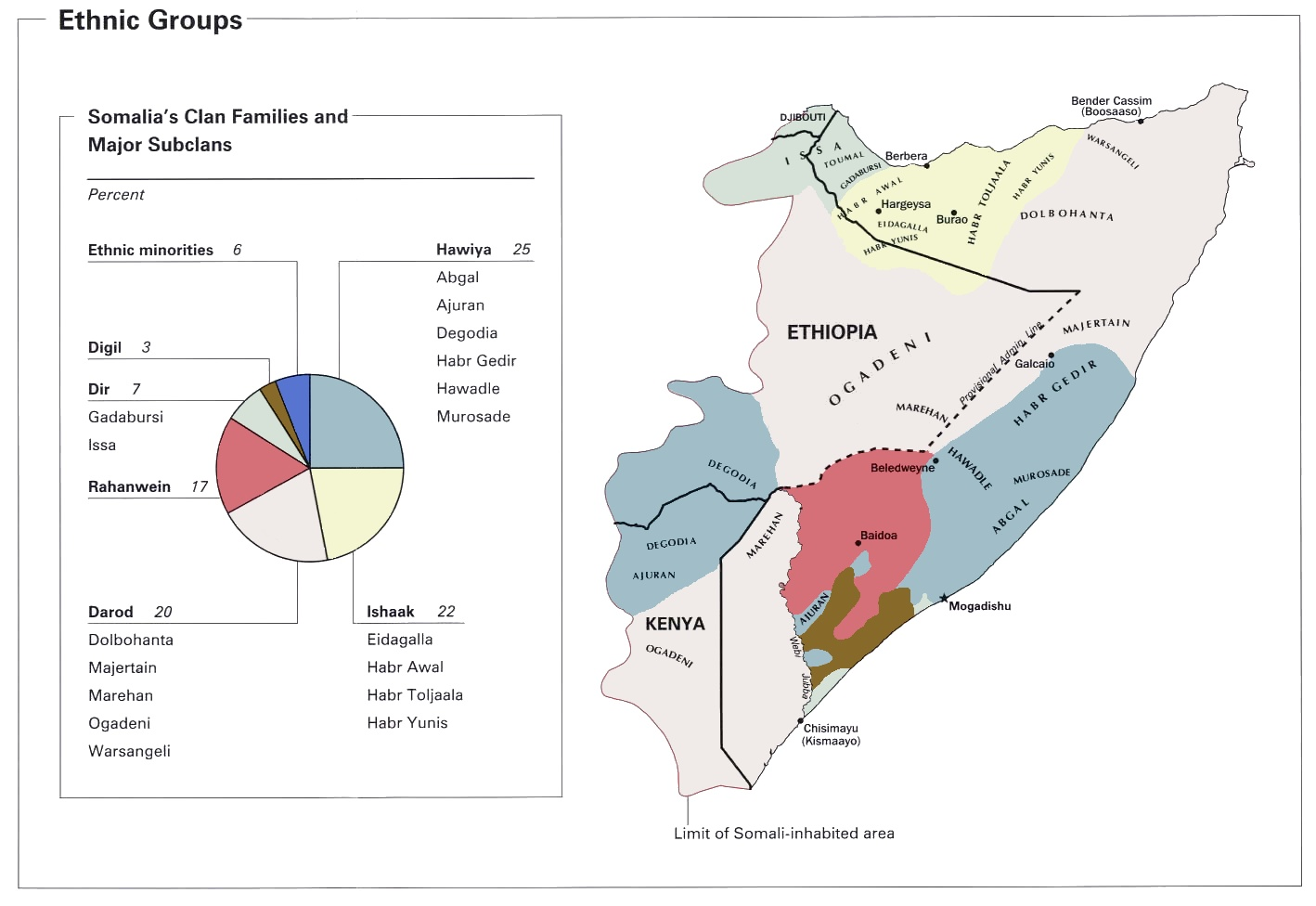
Etnische groepen in Somalië in 2002: De Darod (ten oosten van de Ogadeni) zijn met de subclans Dolbohanta, Majertain en Warsangeli zowat de enige clan van Puntland. (Bron: CIA)

Puntland (Somalisch: Puntlaand/Buntlaand, Arabisch: أرض البنط, Arḍ al-Bunṭ), officieel Puntlandstaat van Somalië (Somalisch: Maamul Goboleedka Buntlaand ee Soomaaliya), is een van de feitelijk autonome gebieden in Somalië. Het grenst aan Somaliland, Ethiopië, Galmudug en de rest van de jure Somalië. Puntland is het noordelijke deel van wat van 1880 tot 1941 een Italiaanse kolonie was, Italiaans-Somaliland geheten. In 1961 werd het gebied met Brits-Somaliland samengevoegd tot Somalië. De hoofdplaats is Garowe in de regio Nugaal. Grootste stad en havenstad is Bosaso. Puntland is het stamgebied van de Darod (ten westen van de Ogadeni), met de Dolbohanta en de Majertain als belangrijkste clans.

## Administratieve indeling
Puntland is een deelstaat binnen de Federale Republiek Somalië. In die hoedanigheid is Puntland opgedeeld in 3 regio's met gezamenlijk 12 districten. 
| Deelstaat | Regio                   | District (+ hoofdstad)                                                                                              |
| --------- | ----------------------- | --- |
| Puntland  | Bari                    | Alula (Alula) Bandar Beyla (Bandar Beyla) Bosaso (Bosaso) Iskushuban (Iskushuban) Qandala (Qandala) Qardho (Qardho) |
| Puntland  | Nugaal                  | Burtinle (Burtinle) Eyl (Eyl) Garowe (Garowe)                                                                       |
| Puntland  | Mudug (noordelijk deel) | Jariban (Jariban) Galkaio (Galkaio) Goldogob (Galdogob)                                                             |

NB: De Somalische regio Mudug is in tweeën gesplitst: alleen de noordelijk helft hoort bij de deelstaat Puntland, de zuidelijke helft bij de deelstaat Galmudug. De grens tussen Puntland en Galmudug loopt dwars door Mudug en ook door de hoofdstad van Mudug, Galkaio. Galkaio is dus een gedeelde stad en over het exacte verloop van de grens bestaat onduidelijkheid; dat leidt soms tot confrontaties.

Ook de grenzen van Puntland met Somaliland worden betwist. Hier eist Puntland de hele regio Sool op, en delen van de regio's Sanaag en Togdheer: in deze gebieden vinden met regelmaat gewapende confrontaties plaats tussen Puntland en Somaliland.
De Puntlandse regering hanteert zelf een andere administratieve indeling dan de centrale regering in Mogadishu, met 9 regio's en 48 districten. Bij verkiezingen dienen de 48 districten ook als kiesdistricten. De districten hebben een lokale (bestuurs)raad. De grootste districten (ingedeeld in categorie "A") hebben 33 raadsleden, middelgrote districten 27 raadsleden (categorie "B") en kleine districten 21 raadsleden (categorie "C"). De Puntlandse regering moet op grond van Art. 120 lid 3 van de Grondwet de grenzen van de regio's en districten vaststellen. Een poging daartoe werd in oktober 2022 ondernomen maar deze bevatte talloze fouten en gebreken en de gekozen methode maakte het onmogelijk de gegevens om te zetten in landkaarten. Zulke kaarten zijn er daarom nog steeds niet. Dus behalve van de districtshoofdstadjes kan van veel andere plaatsen niet worden aangegeven in welk district ze liggen. Van de formele districten zijn zulke kaarten wel beschikbaar (zie de Externe Links hieronder) en dus gebruikt deze wiki de kortere tabel hierboven. Al met al ziet Puntlands eigen administratieve structuur er als volgt uit, waarbij de regio's en districten in roze de geclaimde gebieden in Somaliland zijn, en vetgedrukte plaatsnamen de hoofdsteden van de 9 regio's: 
| Deelstaat | Regio                   | District (+ hoofdstad) (+ categorie) |
| --------- | ----------------------- | --- |
| Puntland  | Cayn                    | Buhoodle (Buuhoodle) (A) Horufadhi (Horufadhi) (C) Widhwidh (Widhwidh) (C) |
| Puntland  | Bari                    | Bosaso (Bosaso) (A) Armo (Armo) (B) Hafun (Hafun) (B) Iskushuban (Iskushuban) (B) Qandala (Qandala) (B) Ufeyn (Ufeyn) (B) Balidhadin (Balidhadin) (C)                             |
| Puntland  | Raas Casayr             | Alula (Alula) (A) Baargaal (Baargaal) (B) Bereeda (Bereeda) (B) Gumbax (Gumbax) (C) Murcanyo (Murcanyo) (C)                                                                       |
| Puntland  | Haylaan                 | Dhahar (Dhahar) (A) Buraan (Buraan) (C) Ceelaayo (Ceelaayo) (C) |
| Puntland  | Karkaar                 | Qardho (Qardho) (A) Bandar Beyla (Bandar Beyla) (B) Rako/Raaxo (Rako/Raaxo) (B) Waiye/Waaciya (Waiye/Waaciya) (B) Dhudhub (Dhudhub) (C) Shaxda (Shaxda) (C) Xumbeys (Xumbeys) (C) |
| Puntland  | Mudug (noordelijk deel) | Galkaio (Galkaio) (A) Galdogob (Galdogob) (B) Jariban (Jariban) (B) Xarfo (Xarfo) (B) Bursaalax (Bursaalax) (C) Saaxo (Saaxo) (C) Tawfiiq (Tawfiiq) (C)                           |
| Puntland  | Nugaal                  | Garowe (Garowe) (A) Burtinle (Burtinle) (B) Dangorayo (Dangorayo) (B) Eyl (Eyl) (B) Godob Jiraan (Godob Jiraan) (C)                                                               |
| Puntland  | Sanaag                  | Ceerigaabo (Ceerigaabo) (A) Badhan (Badhan) (A) Las Khorey (Las Khorey) (B) Xingalol (Xingalol) (B) Fiqifuliye (Fiqifuliye) (C)                                                   |
| Puntland  | Sool                    | Las Anod (Las Anod) (A) Bo'ame/Boocame (Bo'ame/Boocame) (B) Taleh (Taleh) (B) Xudun (Xudun) (B) Dharkayn geeyo (Dharkayn geeyo) (C) Kalabayd (Kalabayd) (C)                       |

## Geschiedenis
De naam van het gebied is afgeleid van het land van Poent dat genoemd wordt in reisverslagen uit het oude Egypte en dat ergens in de Hoorn van Afrika zou hebben gelegen.
Sinds 23 juli 1998 beschouwt Puntland zich als een autonome staat binnen Somalië. In tegenstelling tot Somaliland streeft Puntland niet naar internationale erkenning, maar ijvert het voor een federaal Somalië. Puntland functioneert de facto als een onafhankelijk land, onder andere doordat het de jure grondgebied van Somalië geen centraal gezag meer kent.
Puntland was in de jaren negentig de regio van waaruit de piraterij in de Golf van Aden begon. Aanleiding was het leegvissen door Aziatische schepen van de viswateren die traditioneel de basis vormden van de Somalische economie. In het begin werden buitenlandse vissersschepen aangevallen, maar al snel werden de vissers professionele kapers. Door het ontbreken van centraal gezag konden zij zich gemakkelijk bewegen binnen Puntland.
In april 2024 kondigde Puntland aan dat het zou opereren als een functioneel onafhankelijke staat te midden van een geschil over Somalische constitutionele veranderingen.

## Uittocht
Eind april 2009 werd bekend dat duizenden Somaliërs en Ethiopiërs zich zouden hebben verzameld in Bosaso, de belangrijkste handelsplaats, met de bedoeling als vluchteling de gevaarlijke oversteek te maken van Puntland over de Golf van Aden naar Jemen. Geschat werd dat het tussen de 2000 en 4000 migranten betrof.
Volgens Mohamed Ahmed Ugas, een woordvoerder van de plaatselijke overheid, was het onmogelijk gebleken hen terug te sturen, doordat ze alsmaar bleven terugkomen. Wekelijks zouden vier boten met zo'n 100 personen aan boord de oversteek wagen. De nieuwe regering van Puntland, aan de macht sinds de verkiezingen in januari 2009, wil de toestroom van migranten indammen, maar zou zonder de steun van de internationale gemeenschap er niet toe in staat zijn langs de lange kustlijn te patrouilleren om op te treden tegen mensensmokkelaars.
De smokkelaars zouden elke migrant 100 Amerikaanse dollar laten betalen voor de overtocht naar Jemen, maar zouden de migranten soms na een nacht op zee gewoon elders op de kust van Puntland neerzetten met de valse mededeling dat ze in Jemen zouden zijn aangekomen.
Volgens de VN-vluchtelingenorganisatie UNHCR zouden in 2008 ruim 50.000 mensen de oversteek hebben gewaagd, waarbij meer dan 1000 personen tijdens de tocht zouden zijn omgekomen. In het eerste kwartaal van 2009 zouden al bijna 18.000 mensen naar Jemen zijn overgestoken, een aanzienlijke toename vergeleken met 2008, toen het er in het eerste kwartaal ongeveer 12.800 waren.